# Noturus taylori
The caddo madtom (Noturus taylori) là một loài cá thuộc họ Ictaluridae. Nó là loài đặc hữu của Hoa Kỳ.